# Fredda
Frédérique Dastrevigne, dite Fredda, née à Saint-Dié le 20 octobre 1969, est une chanteuse, auteure-compositrice-interprète française. Elle est également chanteuse du projet de reprises des années soixante Radiomatic, en duo avec Pascal Parisot.
En 2011, elle est lauréate du concours du 3e Printemps des poètes, présidé par Matthieu Chedid, avec la mise en musique d’un poème d’André Velter.

## Biographie
Fredda naît à Saint-Dié-des-Vosges et grandit à Marseille. Passionnée dès l'adolescence par les musiques dérivées du blues, elle se dirige en 1991 vers une formation d'assistante son, puis part pour plusieurs voyages de découvertes musicales aux États-Unis, à New York et à La Nouvelle-Orléans. En 1993, elle étudie les musiques populaires et le jazz au Chichester College (en), en Angleterre, puis suit en 1997 une formation de guitare en cursus professionnel à la Music Academy International de Nancy. Elle étudie aussi le chant jazz et, depuis 2012, le chant indien hindustani. Elle travaille également une approche holistique du chant depuis 2013, en suivant une formation de danse et musicothérapie.
Fredda est à ce jour (2023) l'auteur de sept albums.
Ses premières compositions débutent en 1996, elle enregistre un EP sous le nom de Donasol. Elle écrit les textes en français sur des musiques inspirées par le mouvement blues-rock alternatif britannique de cette période.
En 2001, après s'être installée à Paris, elle devient l'accompagnatrice, choriste et musicienne sur scène et sur disque de son compagnon chanteur Pascal Parisot, tout en continuant à livrer à un plus large public ses chansons. Progressivement, son univers musical et artistique se dessine : blues acoustique, folk cabossé, chanson pop easy et singulière.
En 2007 sort Toutes mes aventures, son premier album solo, réalisé avec Pascal Parisot. Le disque, soutenu en France par la Sacem, séduit le label allemand Le Pop Musik, qui le sort en licence en Allemagne et aux États-Unis. Ce label avait déjà manifesté son intérêt pour Fredda en 2005 en incluant dans le volume 3 de ses compilations Le Pop son titre inédit Les Copines d’abord. Ce titre est régulièrement programmé lors des soirées du label. 
En 2007 Fredda part en tournée en Allemagne, en Suisse et en Belgique. Le voyage l'incite à travailler sur la réalisation de Marshmallow Paradise (2009), une autofiction retraçant un voyage outre-Atlantique.
L'Ancolie, sorti en 2012, est réalisé par Pascal Parisot et Alain Cluzeau, et enregistré avec les musiciens Mocke Dépret (Holden), Stephen Harrison (Sons of the Desert) et Jacques Tellitocci. Elle y cosigne deux textes avec Marianne Dissard. À sa sortie l'album est chroniqué par Télérama, et le titre Il ne me reste est un « coup de cœur » sur France Inter. Il est programmé également sur Fip, Radio Néo et RFI. Elle enchaîne alors plus de cent concerts, se produisant en France, en Allemagne, en Suisse, au Québec (aux FrancoFolies de Montréal), et aux États-Unis, à Austin, invitée par Marianne Dissard au festival South by Southwest en mars 2013.
Elle y rencontre le chanteur guitariste Sammy Decoster et lui propose de réaliser son nouvel album Le chant des murmures aux côtés de Pascal Parisot, avec Jean-Baptiste Brunhes au son. Ils avancent l'idée d'un enregistrement-laboratoire. À la différence de l'album L'Ancolie, enregistré live, ils jouent tous les instruments, en procédant par couches.
Pour donner naissance à ce nouvel album, Fredda décide aussi de mener plus loin l'écriture poétique et la recherche d'un son vocal. Elle teste différentes formes, avec une guitare classique pour seule toile de fond, et se rapproche de ce qui constitue un essentiel pour elle, le chant. Elle se replonge également, avec ses partenaires, dans l'esthétique des chanteuses Barbara Dane, Violeta Parra et Françoise Hardy.
Ce nouvel album contient douze chansons à l'inspiration blues, folk, et dont les couleurs rythmiques pourraient ressembler parfois aux skeletons mexicains tout en restant très français. Il la révèle sur la scène des Bars en Trans en décembre 2014 à Rennes, accompagnée par Sammy Decoster, Alex Viudes, et Nicolas Desse, batteur et bassiste du groupe pop français Erevan Tusk. Médiatiquement l'album est bien reçu, il est chroniqué dans Télérama et programmé sur RFI, France Inter et en Sélection Fip.
Ces deux albums, L'Ancolie (2012) et Le Chant des murmures (2014), paraissent simultanément en France, sur les labels Traffix Music et L'Autre Production, et en Allemagne, sur le label Le Pop Musik.

## Discographie

### Compilations
- Le Pop en duo (Le Pop Musik - Sony Epic France , 2005) - Tout va bien interprété en duo avec Pascal Parisot - extrait de l’album de Pascal Parisot Wonderful
- Le Pop 3 (Le Pop Musik - Groove Attack, 2005) - Les copines d’abord, extrait de l’album Au Square
- Le Pop les filles  (Le Pop Musik - Groove Attack, 2008) - Barry White, extrait de l’album Toutes mes aventures
- Les talents de la chanson française (Wagram Music, 2009) - Barry White, extrait de l’album Toutes mes aventures
- Eights for Matisse (Barbes Record New-York, Acousti Editions France, 2010) - Fenêtre à Collioure, titre inédit
- Le Pop 6 (Le Pop Musik - Groove Attack, Acousti Editions France, 2010) - Fenêtre à Collioure, titre inédit
- Le Pop 7 (Le Pop Musik - Groove Attack, 2012) - Pas de jour, extrait de l’album L'Ancolie
- Le Pop 8 (Le Pop Musik - Groove Attack, 2014) - Pendant que je me parle, extrait de l’album Le chant des murmures

### Participation à d'autres albums
- Avec Pascal Parisot sur l'album Rumba, (Sony Epic, 2001), Ca Alors interprété en duo avec Pascal Parisot.
- Avec Pascal Parisot sur l'album Tribute to Thiefaine, (Sony Epic, 2002), L’ascenseur de 22h43 interprété en duo avec Pascal Parisot.
- Avec Pascal Parisot sur l'album Wonderful, (Sony Epic, 2003), Tout va bien interprété en duo avec Pascal Parisot.
- Avec Pascal Parisot sur l'album Radiomatic Vol.1 Ce soir après dîner, nous passerons des disques, (Les Disques Rayés / distribution France Musicast / distribution Japon YTT / Believe, 2006).
- Avec Pascal Parisot sur l'album Radiomatic Vol.2 Cocktail Party, (Traffix Music / distribution France Musicast / Believe, 2010).

### EP et albums non distribués
- Donasol - EP 4 titres (Why Notes Productions, 1996)
- Donasol - Démo 12 titres (Why Notes Productions, 1997)
- Au Square, Frédérique Dastrevigne - Album pressé pour usage promotionnel (autoproduction, 2003)